# Bardiya Daneshvar
Bardiya Daneshvar est un joueur d'échecs iranien né en 2006, grand maître international depuis 2023,.
Au 1er mai 2025, il est le quatrième joueur iranien et 9e junior mondial, avec un classement Elo de 2 621 points.

## Biographie et carrière

### Comppétitions individuelles
Bardiya Daneshvar a remporté le Championnat d'Iran d'échecs en 2022 au départage devant Sayed Mousavi,. Il finit deuxième du championnat d'Iran 2023.
En juin 2023, il remporte la médaille d'argent au championnat d'Asie d'échecs, ce qui le qualifie pour la coupe du monde d'échecs 2023.
Il remporte le championnat d'Asie d'échecs en 2025.

### Compétitions par équipe
Daneshvar a représenté l'Iran lors de l'olympiade d'échecs de 2022, marquant 3 point sur 5 comme échiquier de réserve (remplaçant),. Il a également joué au 3e échiquier lors de l'Olympiade d'échecs de 2024, où il a marqué 7,5/11.